# Fendt F 22
Der Fendt F 22 ist ein Dieselross-Traktor der Schlepper- und Maschinenfabrik Xaver Fendt & Co. aus Marktoberdorf. Er wurde zwischen 1938 und 1948 gebaut und war der erste rahmenlose Traktor von Fendt in Blockbauweise. Der Kaufpreis lag vor dem Zweiten Weltkrieg bei 5500 Reichsmark. Dies entspricht nach heutiger Kaufkraft ca. 28.794 Euro.

## Geschichte
Der Fendt F 22 wurde zunächst mit einem Deutz-Dieselmotor ausgeliefert. Während des Zweiten Weltkriegs erfolgte die Umstellung auf einen Holzvergaser-Motor. Nach Kriegsende baute Fendt zunächst etwa 100 Schlepper aus noch vorhandenen Teilen.
Ab 1947 wurde der Schlepper mit einem Dieselmotor der MWM (Motoren-Werke Mannheim) ausgestattet, kurz darauf folgte ein neues Getriebe von ZF Friedrichshafen. Bis zur Einstellung der Produktion im Jahr 1948 wurden insgesamt 2258 Exemplare des F 22 verkauft.

## Technische Daten
Der Fendt F 22 wurde zunächst mit einem stehenden Zweizylinder-Dieselmotor vom Typ Deutz F2 M 414 gebaut. Der wassergekühlte Viertaktmotor hat einen Hubraum von 2199 cm³ und leistet 22 PS. Das Prometheus-Getriebe AS14 hat vier Vorwärtsgänge und einen Rückwärtsgang; nach dem Krieg wurde ein Getriebe von ZF verwendet. Optional konnte ein Zusatzgetriebe gewählt werden, sodass insgesamt acht Gänge zur Verfügung stehen und eine Höchstgeschwindigkeit von bis zu 23 km/h erreicht wird. Ohne dieses Zusatzgetriebe liegt die Höchstgeschwindigkeit bei etwa 15 km/h.
Die Kraftübertragung erfolgt mit einer Fichtel & Sachs-Einscheibentrockenkupplung vom Typ K16. Die Bremsanlage besteht aus Trommelbremsen und die Lenkung aus einer Schneckenlenkung. Zur Ausstattung des F 22 gehören eine Riemenscheibe und eine Zapfwelle, zudem war ein Mähwerk verfügbar. Der Motor wird regulär mit einer Anlasserkurbel gestartet, bei kalter Witterung können Zündhilfe-Stäbchen („Zündfix“) verwendet werden. Alternativ war ein elektrischer Anlasser als Sonderausstattung erhältlich.